# Libro di Osea

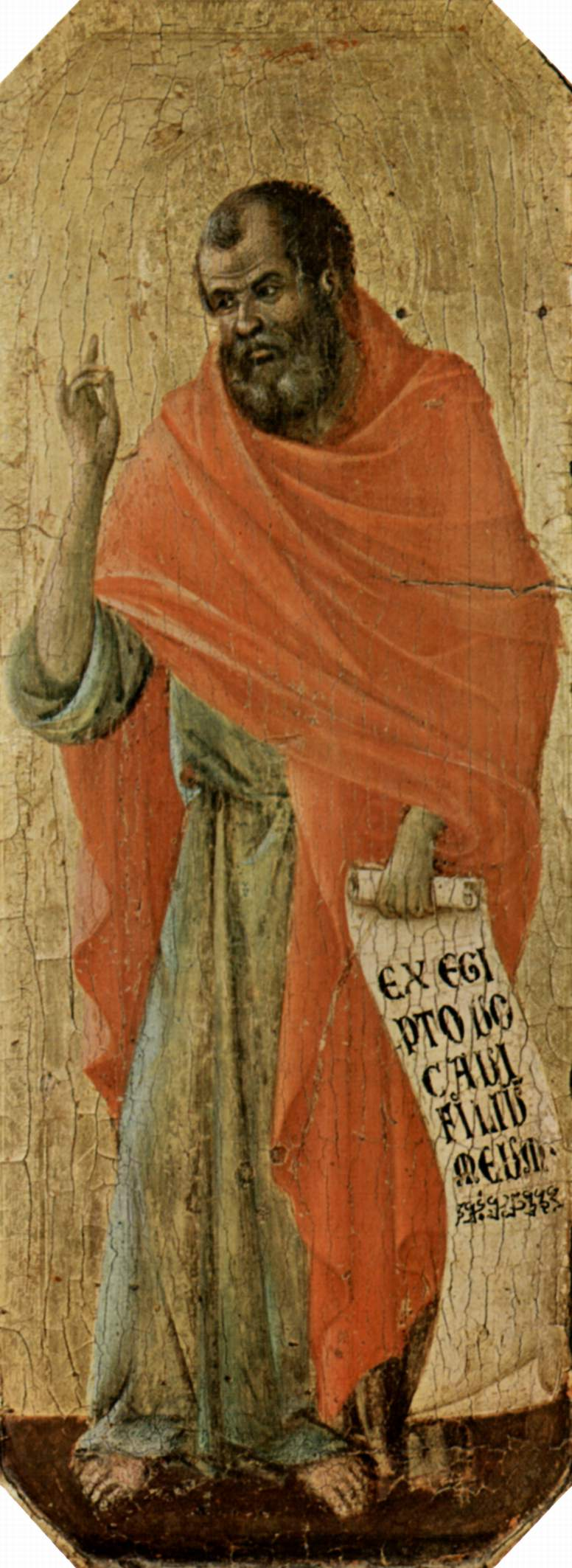
Osea immaginato da Duccio di Buoninsegna

Il Libro di Osea (ebraico הושע, hoshè'a; greco Ὠσηέ, oseé; latino Osee) è un testo contenuto nella Bibbia ebraica (Tanakh) e fa parte dell'Antico Testamento nella Bibbia cristiana.
È scritto in ebraico e, secondo l'ipotesi maggiormente condivisa dagli studiosi, la redazione del libro è avvenuta nel Regno di Israele attorno al 750-725 a.C.
È composto da 14 capitoli e descrive vari oracoli del profeta Osea focalizzati in particolare sull'amore di Dio per Israele, che però è infedele con l'idolatria, e annunciano il castigo per Efraim-Samaria (conquista assira del 722).

## Tema fondamentale
Il tema fondamentale del libro è l'amore di Dio per il suo popolo. Tutti i suoi castighi sono stati inflitti per amore ed il ristabilimento d'Israele sarà frutto del suo amore. Per contrasto egli mostra il tradimento e l'infedeltà d'Israele. Nondimeno Dio stesso annuncia la redenzione finale d'Israele.
Il popolo di Dio è paragonato ad una prostituta che si concede a chiunque e vaga senza pace. Solo l'umiliazione e il silenzio del deserto gli restituiranno la capacità di ascoltare la voce di Dio.
In tutto il libro la vita privata del profeta è specchio della relazione di Dio con Israele. Sottolineando che non è l'osservanza rigorosa di una religione fatta di formalismo che conta nella relazione con Dio, ma la fiducia nella sua misericordia. Nello stesso tempo Dio si manifesta come un Dio geloso, che insiste fino alla violenza per essere l'unico Dio di Israele, ricordando continuamente come l'infedeltà del popolo abbia sempre portato alla rovina mentre la fedeltà alla salvezza e alla gloria.
Il libro di Osea è il primo caso nella Bibbia in cui il rapporto tra Dio e il popolo di Israele viene associato ad un matrimonio, immagine ripresa poi da Geremia, dal Cantico dei cantici e più tardi ricorrente in tutto il Nuovo Testamento.

## Riassunto
All'inizio del libro il profeta Osea riceve da Dio l'ordine di sposare Gomer, una prostituta: questo matrimonio illustra l'infedeltà d'Israele verso Dio. La donna rappresenta la nazione d'Israele che praticava l'idolatria e la prostituzione spirituale con la ricerca insensata di alleanze politiche con nazioni nemiche come l'Egitto e l'Assiria invece di contare su Dio per essere al sicuro. Il risultato sarà la devastazione del Paese e la riduzione in schiavitù in terra d'Assiria dei sopravvissuti.
Il popolo è esortato a pentirsi per ottenere il perdono di Dio e a non cercare più la protezione di un'alleanza militare. Come la moglie di Osea ha potuto riabilitarsi, così il popolo pentendosi otterrà la guarigione e Dio l'amerà senza mezze misure: Israele tornerà dunque a prosperare grazie alla benedizione divina.

## Concordanze
Questo libro menziona degli avvenimenti raccontati in altre parti dell'Antico Testamento: ci parla ad esempio di Giacobbe, dell'esodo del popolo, dell'idolatria al dio Baal.
Gli apostoli Paolo e Pietro riprendono pensieri di Osea nella lettera ai Romani, nella prima lettera ai Corinzi e nella prima lettera di Pietro.